# Sagan om ringens magiska värld
Sagan om ringens magiska värld (på engelska The Magical Worlds of Lord of the Rings: The Amazing Myths, Legends and Facts Behind the Masterpiece) är en bok utgiven av David Colbert från 2003. Boken är en faktabok om J.R.R. Tolkien och hans fantasyvärld, bland annat om Härskarringen. Den är inte godkänd av Tolkiens efterlevande.